# 斯洛伐克交通
斯洛伐克的交通網由公路、鐵路、航空和內河航道組成。作为一個發達的東歐國家，斯洛伐克也具有较为完善的交通網。斯洛伐克國內鐵路網全長3,662km，高速公路網全長854km。其主要的國際機場是布拉提斯拉瓦機場，而最小的國際機場為斯利亞奇機場。多瑙河是斯洛伐克主要的內河航道，同時發揮客運航道和貨運航道的功能。斯洛伐克最重要的两个港口是科马尔诺港和布拉迪斯拉发港。

## 鐵路
斯洛伐克鐵路全長3,662km，其中99km是寬軌，3,473km是標準軌，50km是窄軌。

斯洛伐克铁路网 (2019)

斯洛伐克拥有一系列铁路连接，可通往全国所有地区，并从欧洲其他地区进入。该国有许多铁路运营商控制全国的铁路，其中主要的铁路运营商是ZSSK。斯洛伐克西部和东部的铁路网络非常密集，但在斯洛伐克中部的可及性较低。斯洛伐克唯一的高速铁路是连接布拉迪斯拉发和科希策（经日利纳）的Rychlik。该线路的最高速度为200公里/小时（120英里/小时）。Rychlik于2002年建成，当时ZSSK接管了ZSR。该国大部分铁路运行速度在140至160公里/小时（87至99英里/小时）之间，由Tas REX（区域快车）运营。  

### 铁路运营商
客运

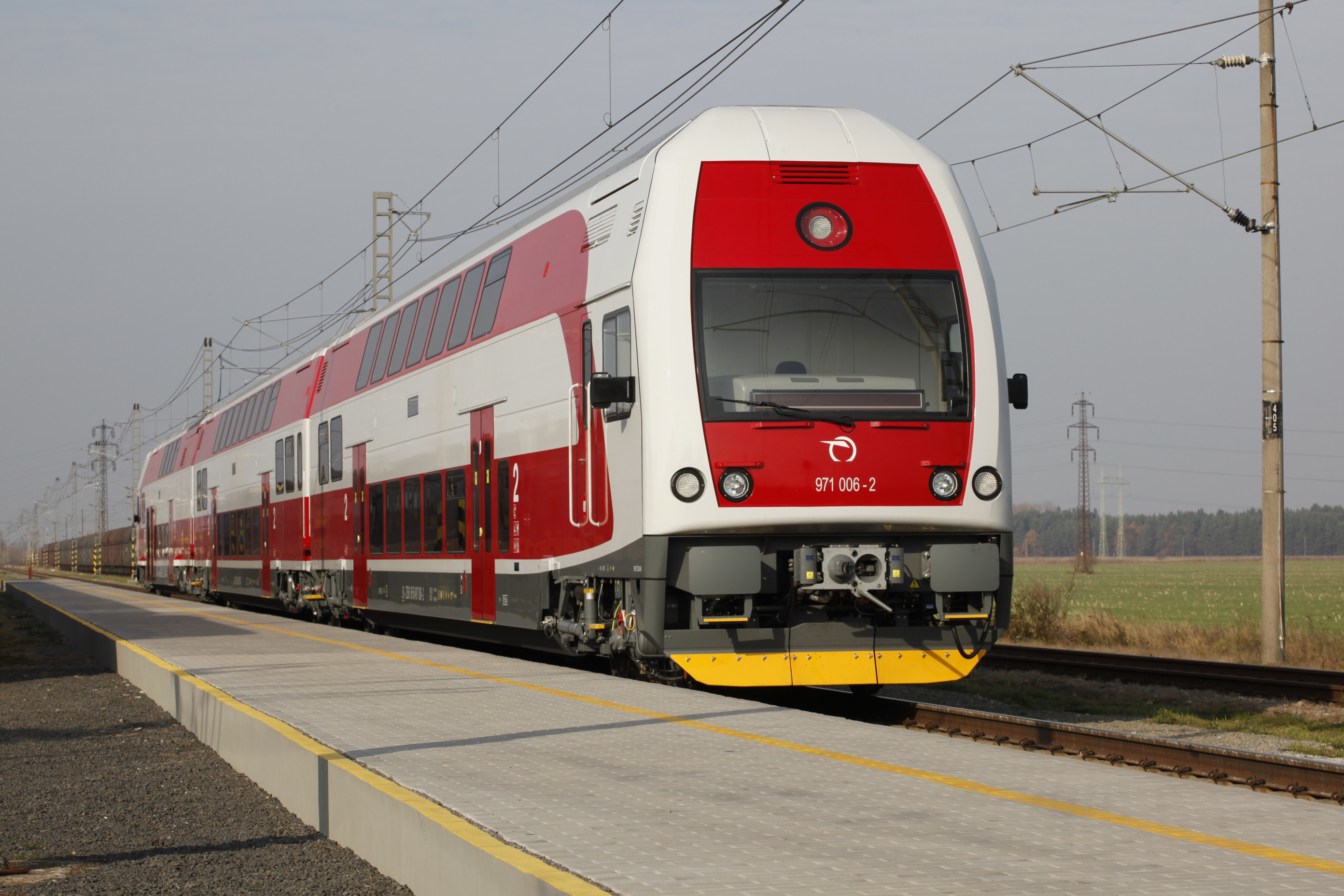
Železničná spoločnosť Slovensko公司的一辆列车

- ZSSK Rychlik - 高速铁路客运列车
- ZSSK REX - 区域特快列车
- Leo Express - 城际铁路
- Regio jet - 城际列车
- 锐捷列车 - 由奥地利联邦铁路（OBB）运营的高速铁路客运列车。

货运
ZSSK货运公司是斯洛伐克货运铁路的主要货物列车运营商。

## 公路
斯洛伐克公路總長度43,761 km，其中經過鋪裝的長38,085 km，未經過鋪裝的長5,676 km。
斯洛伐克全国共有43,761公里的道路，其中3,336.6公里为主要或国家公路，13,958.7公里为次要和地区公路，以及861.2公里（535.1英里）的高速公路，其余为各种其他类型的道路。

### 高速公路和快速路
斯洛伐克的高速公路 543公里（337英里）（2022年）

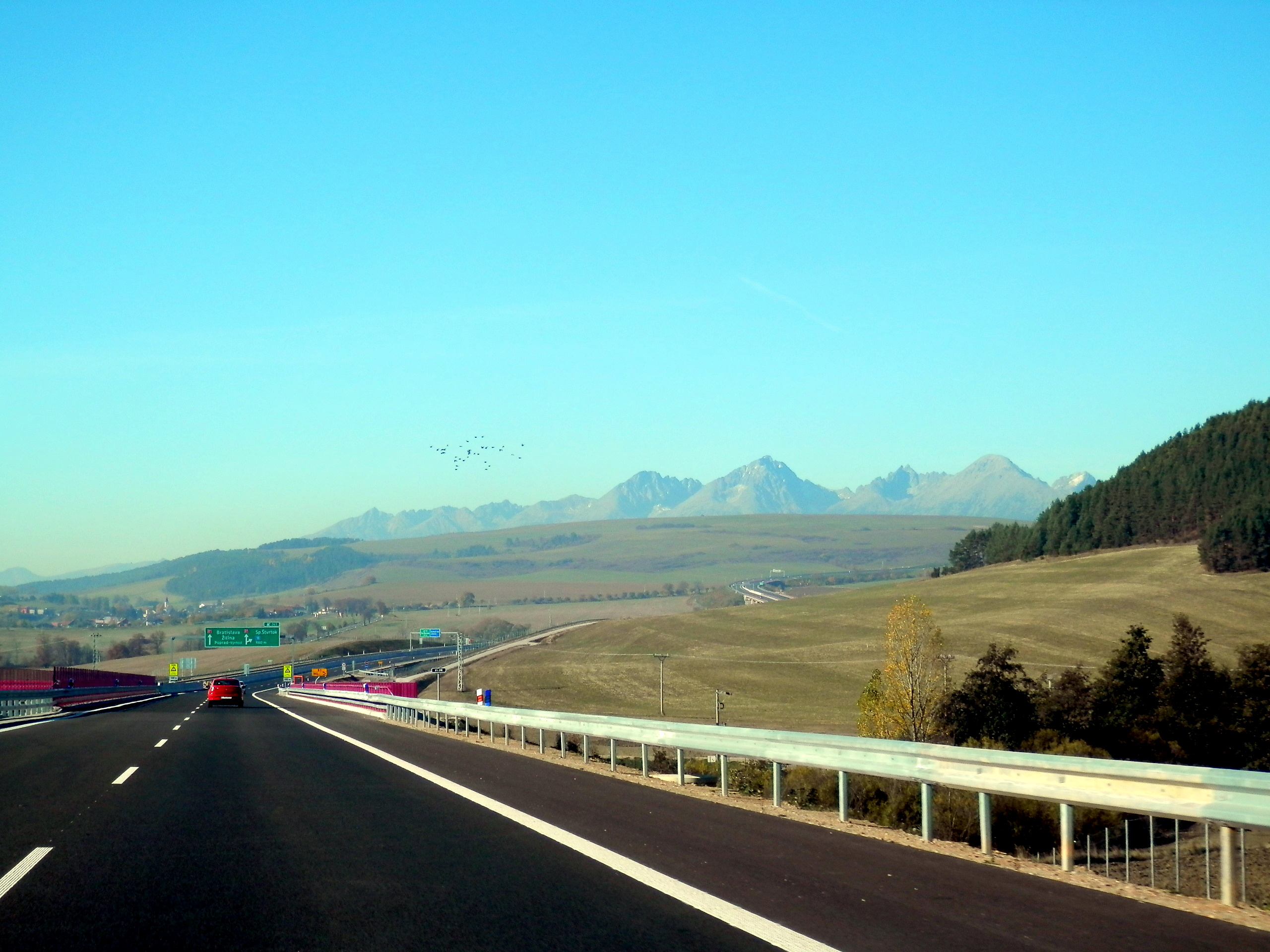
D1高速

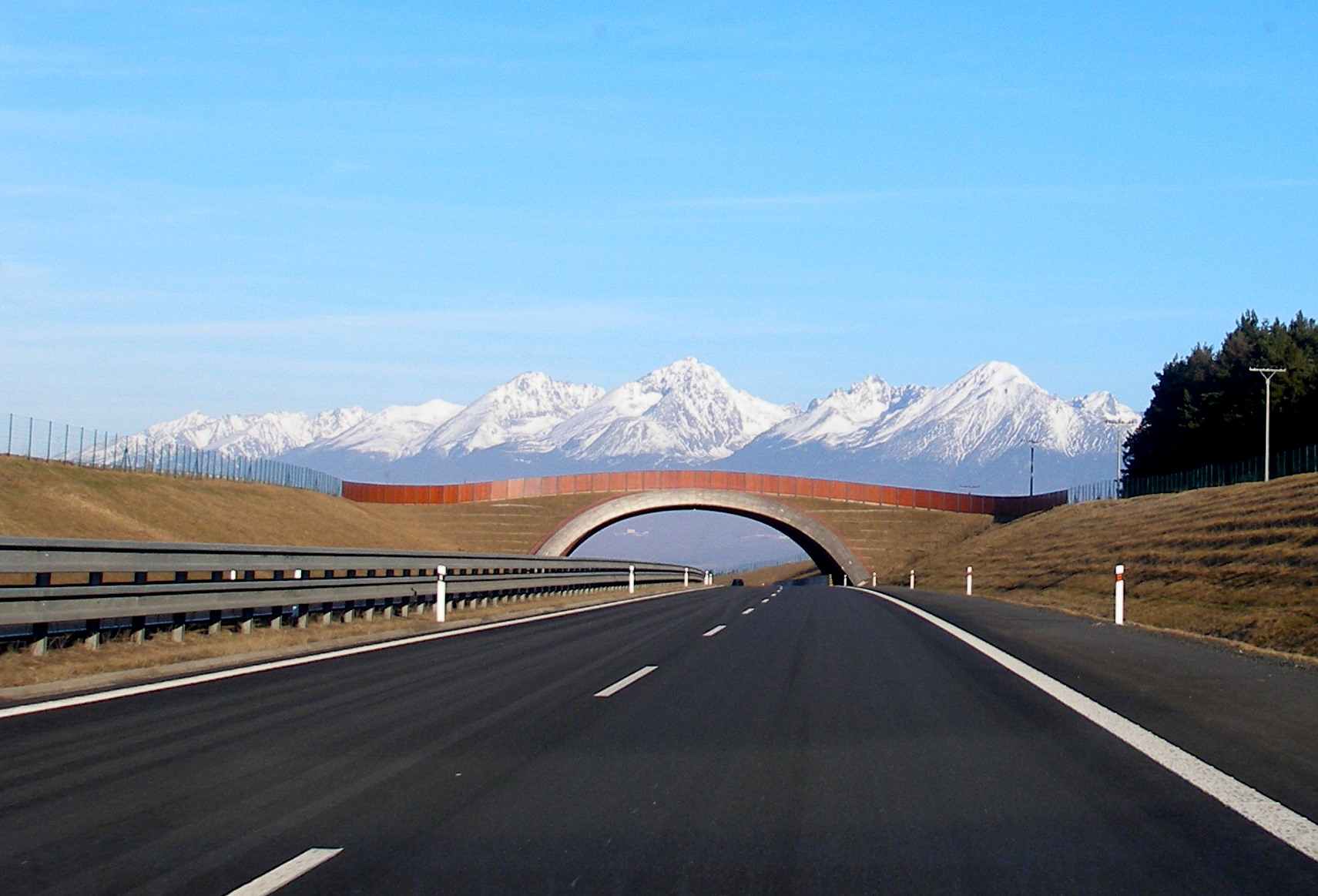
D1高速

- D1：布拉迪斯拉发 - 特尔纳瓦 - 特伦钦 - 波瓦日斯卡-比斯特里察 - 日利纳、利普托斯基米库拉斯 - 亚诺夫采、普雷绍夫 - 科希策 - 扎霍尔（SK/UA边界）
- D2：库蒂（捷克/SK边境）-马拉基-布拉迪斯拉发-雅罗夫采（SK/H边境）
- D3：Dolný Hričov - 日利纳 - 查德卡 - 斯卡利特（SK/PL边境）
- D4：贾洛茨 - (斯洛伐克/奥地利边界)

斯洛伐克的快速路 311公里（193英里）
- R1：特尔纳瓦 - 尼特拉 - 兹沃伦 - 班斯卡-比斯特里察
- R2： （SK/CZ 边界） - 特伦钦 - 普列维扎 - 兹沃伦 - 里马夫斯卡索博塔 - 科希策
- R3：(斯洛伐克/匈牙利边境) - 兹沃尔恩 - 马丁 - (斯洛伐克/波兰边境)
- R4： （SK/H 边界） - 科希策 - 普雷绍夫 - 斯维德尼克 - （SK/PL 边界）
- R5： Svrčinovec - （SK/CZ 边界）
- R6：贝卢萨 - 普霍夫 - （SK/CZ 边境）
- R7：布拉迪斯拉发 - 新扎姆基 - 克鲁皮纳 - 卢切内茨

## 航空
斯洛伐克有三个国际机场。布拉迪斯拉发机场是主要的和最大的国际机场。它位于市中心东北方向9公里（5又1/2英里）处。它为民用和政府用航班提供定期和不定期的国内和国际服务。当前的跑道可以支持目前所有常见飞机的起降。近年来，该机场的客流量迅速增长；2000年接待乘客279,028人，2018年接待乘客2,292,712人。
科希策国际机场是服务科希策的机场，是斯洛伐克第二大国际机场。 
|  |  |

波普拉德-塔特兰机场是第三繁忙的机场，该机场位于波普拉德以西偏西北5公里处。这是中欧海拔最高的机场之一，海拔718米，比奥地利因斯布鲁克机场高出150米。

## 航运

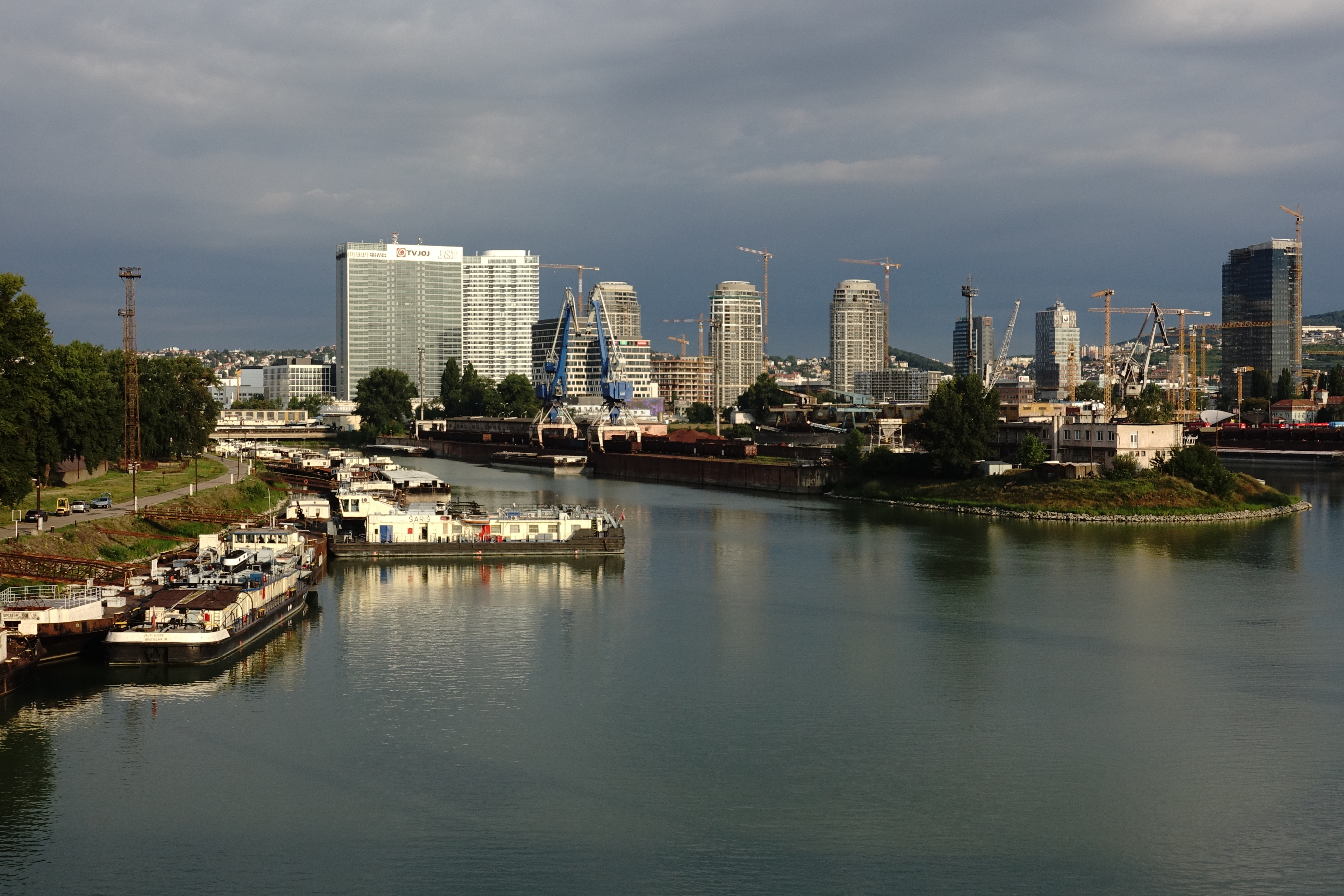
布拉迪斯拉发港

多瑙河航道全长172公里，几乎所有大小船只都可通过此航道进行客运、货运和货物运输。
斯洛伐克有两大港口：布拉迪斯拉发港和科尔马诺港。

## 管道运输
- 石油产品管道长416公里；天然气管线长6,769公里（2010年）
- 波兰与斯洛伐克之间的天然气管道，长度为162公里。
- 德鲁日巴输油管道

## 公共交通

### 公共汽车和无轨电车

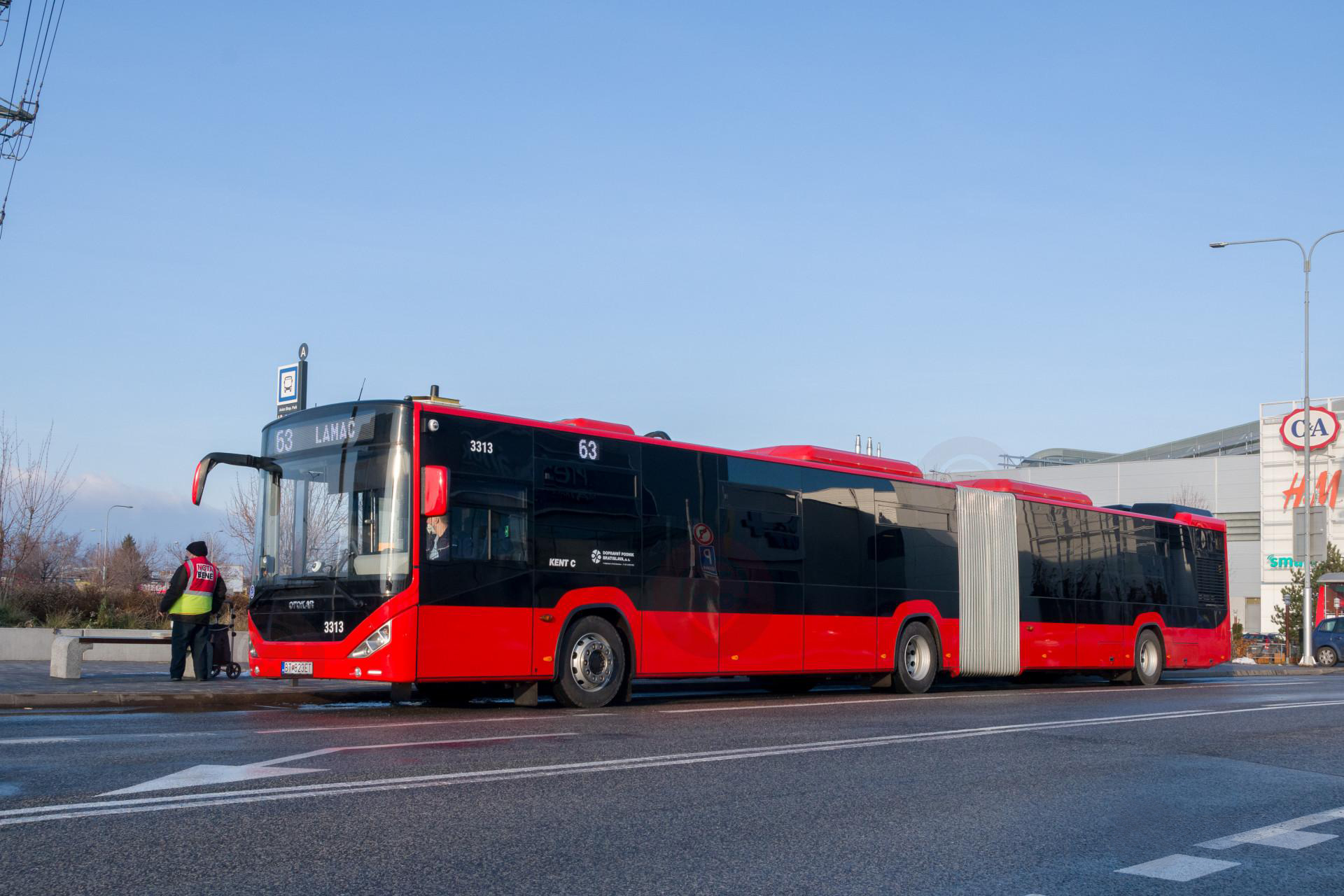
布拉迪斯拉发的城市公交

斯洛伐克大多数城镇和城市都有完善的公交网络。大多数公交车由市政府或镇政府运营，但大多数地区公交车由获得当地当局或县议会许可的私营运营商运营。还有一种无轨电车系统，仅在大城市由市政府运营。

### 有轨电车
只有布拉迪斯拉发和科希策设有有轨电车。在1895年的布拉迪斯拉发，有轨电车首次进入斯洛伐克，然后在1913年科希策也开通了有轨电车。如今，这两个城市的有轨电车网络都在迅速扩展。
|  |  |

## 附加链接
- Highways in Slovakia